# Honduras ai Giochi della XXXII Olimpiade
L'Honduras ha partecipato ai Giochi della XXXII Olimpiade, che si sono svolti a Tokyo, Giappone, dal 23 luglio all'8 agosto 2021 (inizialmente previsti dal 24 luglio al 9 agosto 2020 ma posticipati per la pandemia di COVID-19) con 27 atleti.

## Delegazione
| Sport            | Uomini | Donne | Totale |
| ---------------- | ------ | ----- | ------ |
| Atletica leggera | 1      | 0     | 1      |
| Calcio           | 22     | 0     | 22     |
| Judo             | 0      | 1     | 1      |
| Nuoto            | 1      | 1     | 2      |
| Taekwondo        | 0      | 1     | 1      |
| Totale           | 24     | 3     | 27     |

## Risultati

### Atletica leggera
Eventi su pista e strada
| Atleta     | Evento            | Batteria  | Batteria  | Semifinale | Semifinale | Finale    | Finale    |
| Atleta     | Evento            | Risultato | Posizione | Risultato  | Posizione  | Risultato | Posizione |
| ---------- | ----------------- | --------- | --------- | ---------- | ---------- | --------- | --------- |
| Iván Zarco | Maratona maschile | N.D.      | N.D.      | N.D.       | N.D.       | 2h44'36"  | 76º       |

### Calcio
| Squadra            | Torneo   | Girone               | Girone               | Girone               | Girone | Quarti               | Semifinali           | Finale               | Pos.            |
| Squadra            | Torneo   | Avversario Risultato | Avversario Risultato | Avversario Risultato | Pos.   | Avversario Risultato | Avversario Risultato | Avversario Risultato | Pos.            |
| ------------------ | -------- | -------------------- | -------------------- | -------------------- | ------ | -------------------- | -------------------- | -------------------- | --------------- |
| Nazionale maschile | Maschile | Romania P 0-1        | Nuova Zelanda V 3–2  | Corea del Sud P 0-6  | 4ª     | Non qualificata      | Non qualificata      | Non qualificata      | Non qualificata |

### Judo
| Atleta       | Evento          | 32-esimi             | 16-esimi             | Quarti               | Semifinali           | Ripescaggio          | Finale / FB          | Pos.            |
| Atleta       | Evento          | Avversario Punteggio | Avversario Punteggio | Avversario Punteggio | Avversario Punteggio | Avversario Punteggio | Avversario Punteggio | Pos.            |
| ------------ | --------------- | -------------------- | -------------------- | -------------------- | -------------------- | -------------------- | -------------------- | --------------- |
| Cergia David | 63 kg femminile | Quadros P W/O        | Non qualificata      | Non qualificata      | Non qualificata      | Non qualificata      | Non qualificata      | Non qualificata |

### Nuoto
| Atleta        | Evento                   | Batterie | Batterie  | Semifinali      | Semifinali      | Finale          | Finale          |
| Atleta        | Evento                   | Tempo    | Posizione | Tempo           | Posizione       | Tempo           | Posizione       |
| ------------- | ------------------------ | -------- | --------- | --------------- | --------------- | --------------- | --------------- |
| Julio Horrego | 100 m rana maschili      | 1'02"45  | 43º       | Non qualificato | Non qualificato | Non qualificato | Non qualificato |
| Julio Horrego | 200 m rana maschili      | 2'17"51  | 37º       | Non qualificato | Non qualificato | Non qualificato | Non qualificato |
| Julimar Ávila | 200 m farfalla femminili | 2'15"36  | 16ª Q     | 2'16"38         | 16ª             | Non qualificata | Non qualificata |

### Taekwondo
| Atleta      | Evento          | Qualificazioni       | Ottavi               | Quarti               | Semifinali           | Ripescaggio          | Finale / FB          | Pos.            |
| Atleta      | Evento          | Avversario Punteggio | Avversario Punteggio | Avversario Punteggio | Avversario Punteggio | Avversario Punteggio | Avversario Punteggio | Pos.            |
| ----------- | --------------- | -------------------- | -------------------- | -------------------- | -------------------- | -------------------- | -------------------- | --------------- |
| Keyla Ávila | 67 kg femminile | N.D.                 | Shuyin P 1–20        | Non qualificato      | Non qualificato      | Non qualificato      | Non qualificato      | Non qualificato |